# Dryopteris nodosa
Dryopteris nodosa är en träjonväxtart som först beskrevs av Karel Presl, och fick sitt nu gällande namn av Li Bing Zhang. Dryopteris nodosa ingår i släktet Dryopteris och familjen Dryopteridaceae. Inga underarter finns listade.